# Anne Mette Svane
Anne Mette Svane (født 4. marts 1976 ) er en dansk journalist og chefredaktør.
Svane blev uddannet fra Danmarks Journalisthøjskole i 2002. Hun har siden været ansat på Aktuelt, Weekend Nu, Gaffa og senest på Jyllands-Posten, hvor hun var politisk redaktør. 1. november 2009 tiltrådte hun som indlandsredaktør på Politiken. 
I december 2009 blev hun konstitueret nyhedschef på Politiken, da Anders Krab-Johansen forlod jobbet. I juni 2010 blev Svane udnævnt til nyhedschef på Politiken, og i august 2010 blev hun udnævnt til chefredaktør. 
I maj 2022 tiltrådte hun stillingen som chefredaktør for TV 2 News. Efter at Ask Rostrup havde forladt jobbet